# Anny Engelmannová
Anny Engelmannová (3. února 1897 Olomouc, Rakousko-Uhersko – asi 1942 vyhlazovací tábor Malý Trostinec) byla česko-rakouská ilustrátorka židovského původu.

## Životopis
Anny Engelmann byla dcerou obchodníka Maxe Engelmanna (1856–?) a Ernestine Engelmannové, rozené Brecher (1866–1942). Byla sestrou architekta Paula Engelmanna a malíře, karikaturisty a průkopníka kresleného animovaného filmu Petera Engelmanna. O jejím vzdělání nejsou žádné doklady, pravděpodobně získala soukromé umělecké vzdělání. První výstava jejích knižních ilustrací proběhla v říjnu 1920. Výstavu organizoval Spolek přátel umění v Olomouci. Ilustrovala více než tři desítky dětských knih. Používala pseudonym Suska. Ve 20. letech žila ve Vídni, později se ale vrátila zpět do Olomouce, aby se starala o rodiče.
Dne 11. září 1938 byla z neznámých důvodů hospitalizována na psychiatrickém oddělení Zemského ústavu ve Šternberku, odkud byla po záboru pohraničí převezena dne 27. října 1938 společně s dalšími pacienty do Ústavu pro choromyslné v Kroměříži. Dne 27. června 1942 byli všichni pacienti židovského původu propuštěni a převezeni do sběrného místa v Olomouci v budově školy v Hálkově ulici, odkud byli o tři dny později transportováni do Terezína. Dne 14. července 1942 byla Anna Engelmannová deportována do Malého Trostince, kde byla zavražděna.
V roce 2016 byl na Žerotínově náměstí v Olomouci, před domem č.p. 13, který je poslední v dokumentech uváděnou adresou trvalého bydliště, umístěn kámen zmizelých.

## Galerie

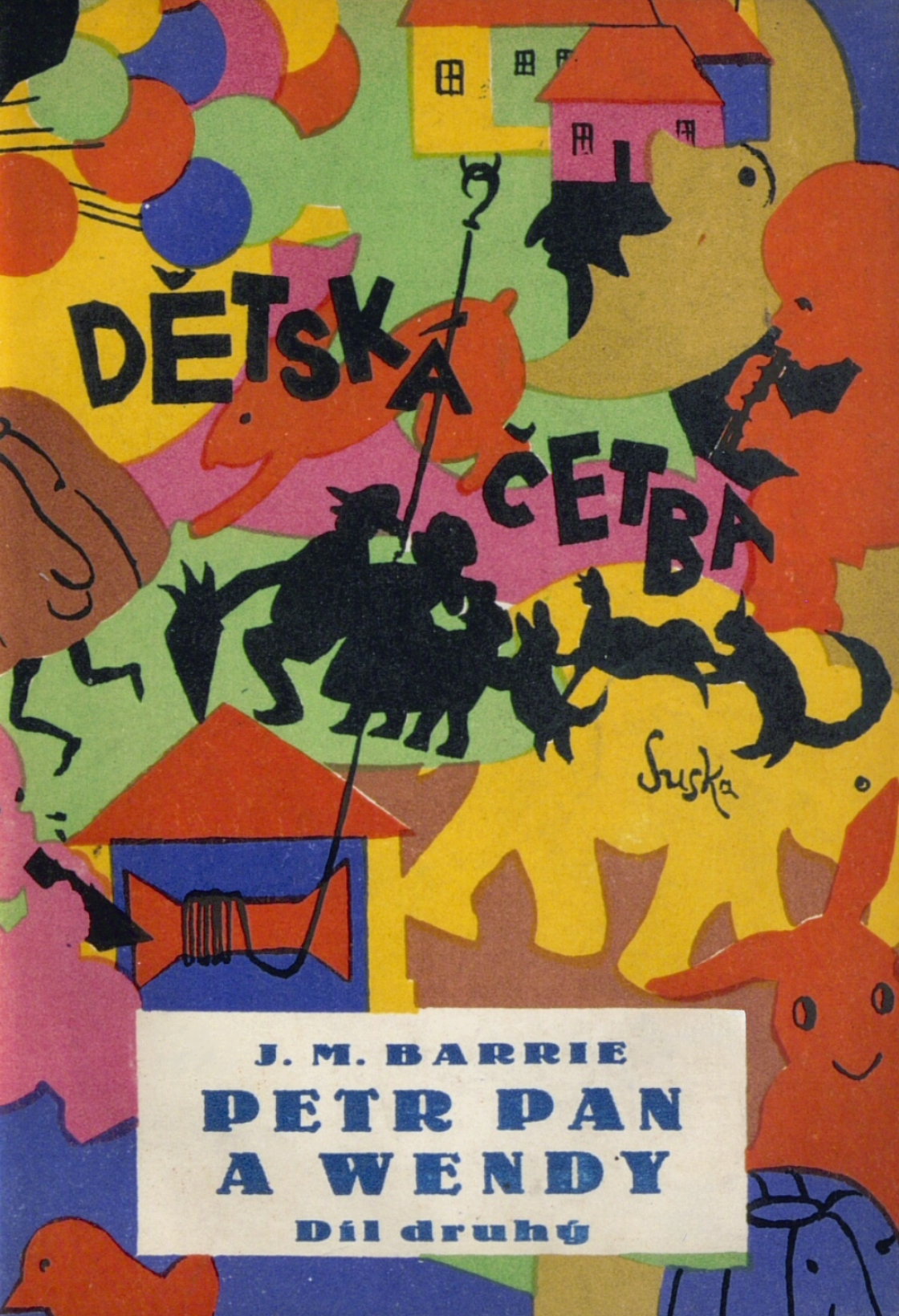
Obálka knihy Petr Pan a Wendy
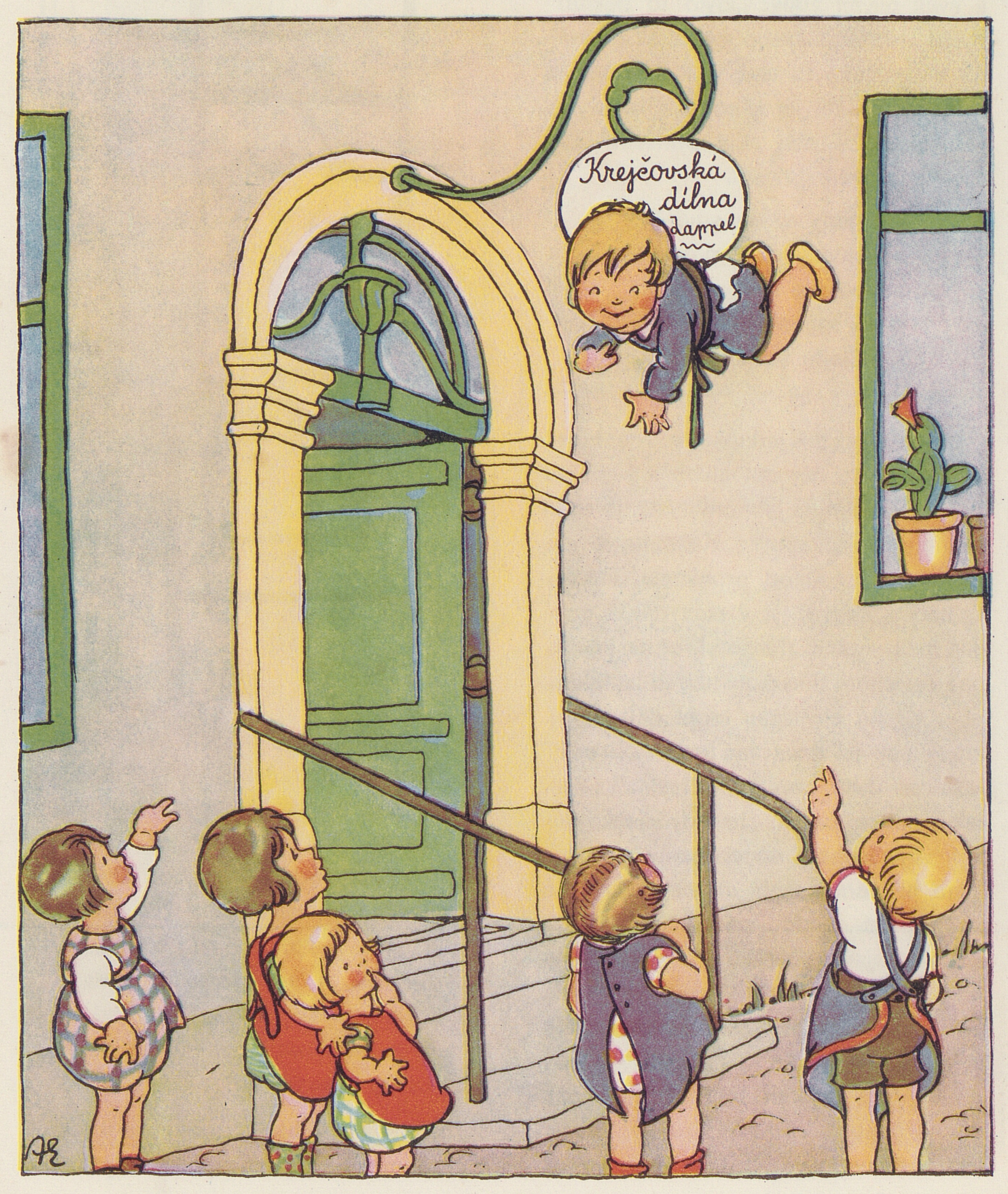
Ilustrace z knihy Smíšek
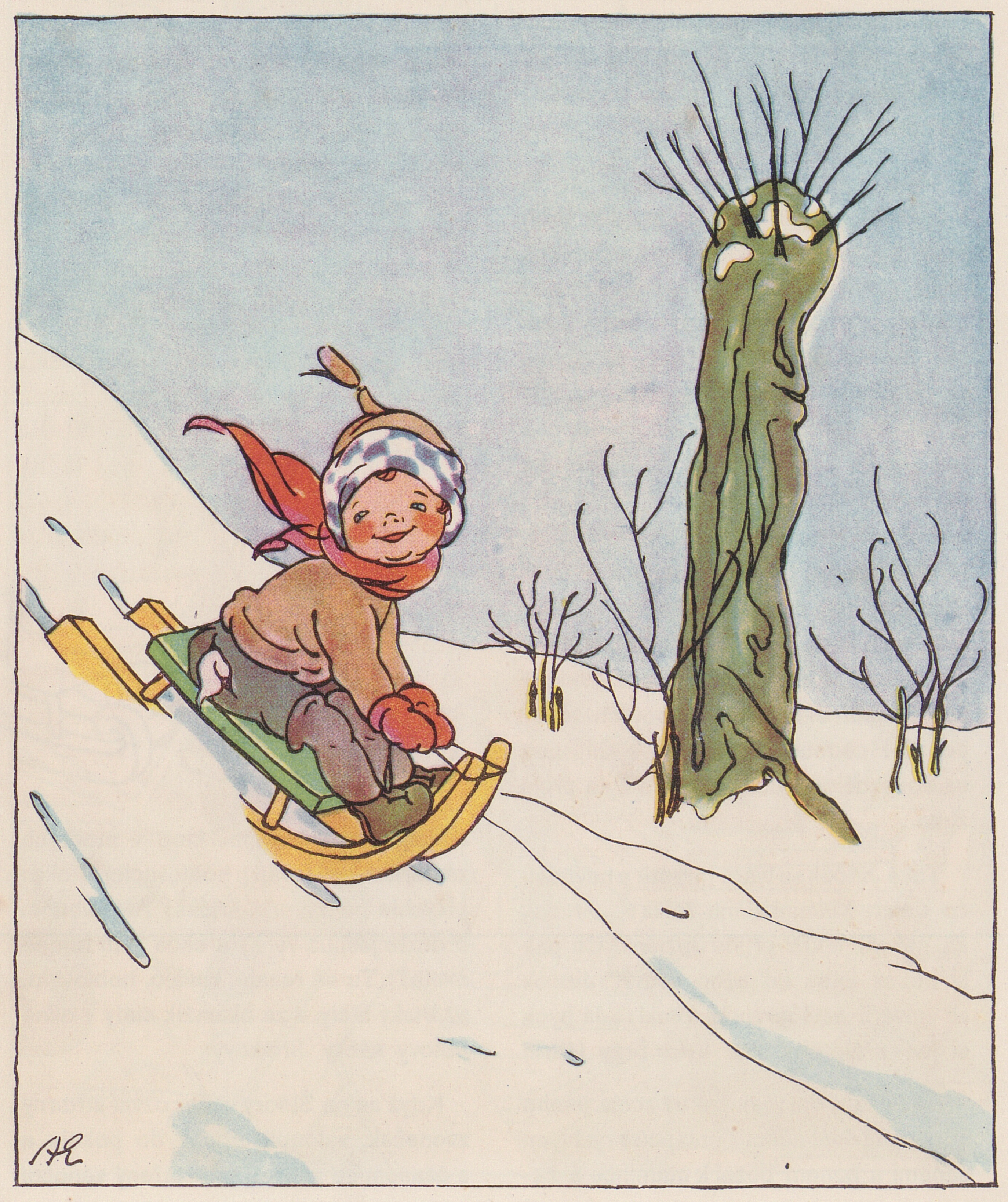
Ilustrace z knihy Smíšek
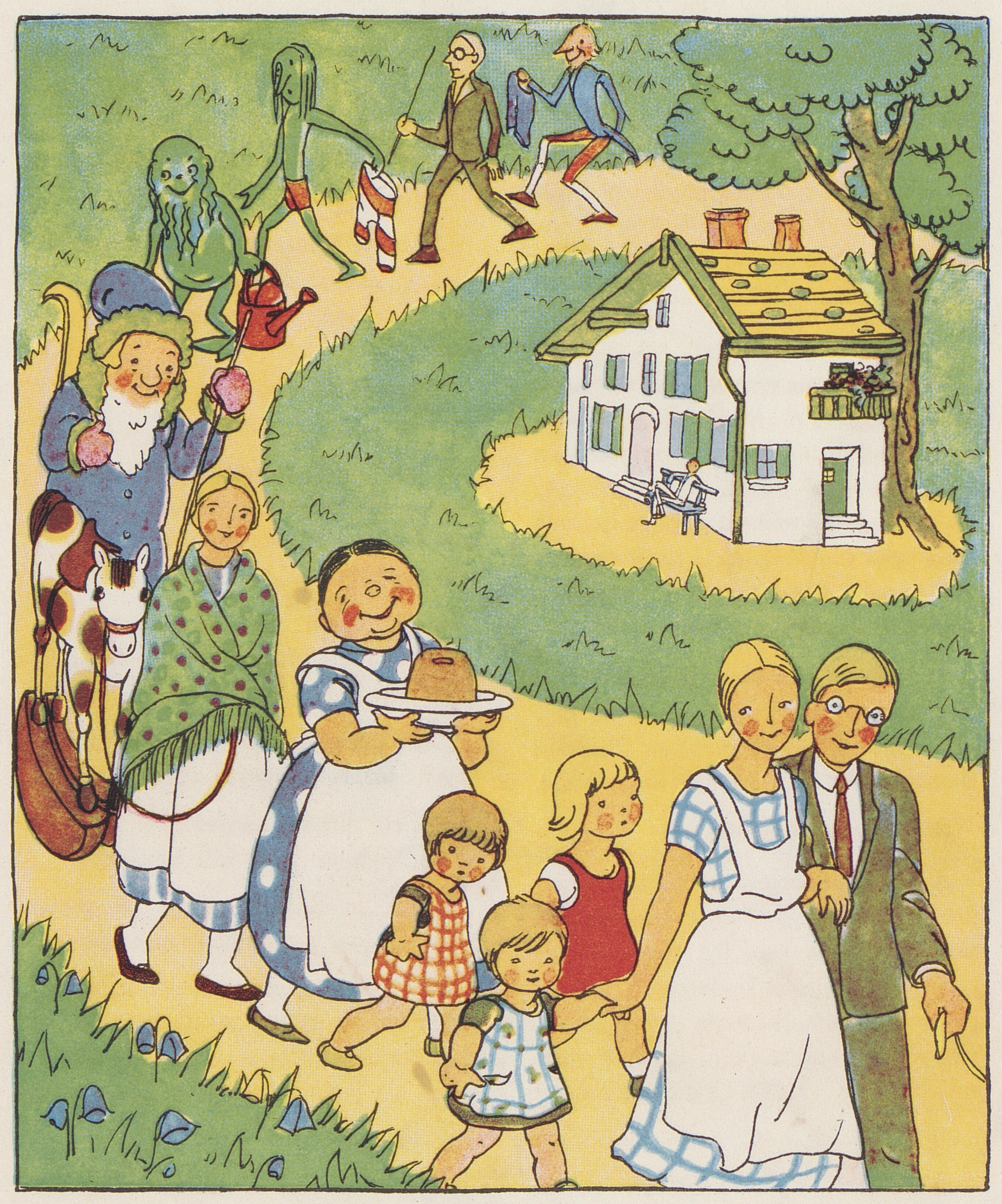
Ilustrace z knihy Smíšek